# یویا اوچیدا
یویا اوچیدا (به ژاپنی: 内田 雄也 Uchida Yuya)) زادهٔ ۱۷ نوامبر ۱۹۳۹ – ۱۷ مارس ۲۰۱۹) هنرپیشه و خواننده اهل ژاپن است. او در موسیقی عامه‌پسند ژاپن چهره‌ای برجسته محسوب می‌شود. از فیلم‌هایی که وی در آن نقش داشته است، می‌توان به باران سیاه و ایزو اشاره کرد.